# Guión Rojo
Guión Rojo, в русской транскрипции Гион Рохо (Красный стяг) — парагвайская парамилитарная организация 1930—1950-х, военизированное крыло партии Колорадо. Объединяла сторонников Хуана Наталисио Гонсалеса, ультраправых националистов и антикоммунистов, приверженцев фалангистских и профашистских идей. Сыграла видную роль при диктаторском режиме 1940-х, в гражданской войне 1947, последующей политической борьбе и утверждении стронизма.

## Предыстория
Парамилитарные формирования традиционны для парагвайской политики. Всплеск их активности пришёлся на 1930-е. Этому способствовал приход в политику многих ветеранов Чакской войны и политический кризис Февральской революции 1936 («совместный марксистско-фашистский путч против либерального правительства»). К концу десятилетия в целом сложились два противостоящих блока: справа — партия Колорадо, слева — Либеральная и Революционная фебреристская партии с примыкающими к ним коммунистами. Парагвайская армия и госаппарат вели собственную игру, выдвигая из своей среды амбициозных авторитарных политиков.
В сельской местности консервативная Колорадо опиралась на 15-тысячное крестьянское ополчение Py Nandi. Эти формирования комплектовались в основном из деревенской бедноты (на языке гуарани название означает «разутые», «оборванные») традиционалистских, националистических и антикоммунистических воззрений. Боевики Py Nandi отличались особой жестокостью в расправах с левыми активистами.
Гражданская война в Испании, примеры фалангистов, итальянских чернорубашечников, германских штурмовиков побудили парагвайских ультраправых укрепить силовую составляющую.

## Создание и идеология
В 1938 лидер Колорадо Хуан Наталисио Гонсалес решил реформировать военизированную структуру партии. На основе сельских Py Nandi и городских GAC (Grupos de Acción Colorada — Группы действий Колорадо) в 1942 было создано ещё одно ополчение, получившее название Guión Rojo (Гион Рохо — Красный стяг; парадоксальным образом цвет международного социализма и коммунизма являлся историческим символом парагвайских консерваторов). В новой организации Гонсалес видел орудие своей популистской социально-экономической доктрины, близкой к корпоративизму и собственного продвижения в президенты.
Политически Guión Rojo мало отличался от Py Nandi. Однако заметны были различия в социальном составе и организационной структуре. В Guión Rojo входили не только крестьяне, но и городские люмпены, представители мелкой и средней буржуазии, праворадикальной интеллигенции. Структура была более регулярной, замкнутой на отделения Колорадо, с непосредственным подчинением партийным функционерам и лично Хуану Наталисио Гонсалесу.
В идеологии Guión Rojo, наряду с традиционными консервативно-националистическими установками Колорадо, явственно звучали мотивы фашистского корпоративизма. На принципах и методах организации отражалась и значительная роль криминалитета. Очевидно проявлялись и личностные черты основателя. Хуан Наталисио Гонсалес, известный интеллектуал, журналист, историк и литератор, был склонен к политическому романтизму. Национал-популистские взгляды сочетались у Гонсалеса с идеей корпоративного братства Колорадо. Его лозунг «Красный не будет бедным» боевики Guión Rojo понимали как санкцию на вседозволенность.

## «Армия Колорадо»
В 1940 в Парагвае была установлена военная диктатура Ихинио Мориниго. Он выступал с позиций национализма и антикоммунизма, проявлял симпатии к государствам «Оси». Поэтому партия Колорадо во главе с Гонсалесом поддерживала режим Мориниго. С 1942 года Guión Rojo выступал как проправительственная силовая структура. Боевики организации совершали нападения и участвовали в расправах над либеральными и фебреристскими оппозиционерами. При этом, опираясь на «гионистов», Гонсалес укреплял собственные позиции, постепенно перехватывая у Мориниго рычаги реальной власти.
В 1947 в Парагвае разразилась гражданская война. Коалиция либералов, фебреристов и коммунистов при поддержке большей части армии попыталась свергнуть Мориниго. Военный перевес был на стороне оппозиции. Отряды Guión Rojo и Py Nandi сделались основной силой правительственной стороны. Они сыграли очень важную роль в войне, позволив Мориниго удержаться до мобилизации подкреплений, усиленных с  аргентинской помощью. После разгрома оппозиции боевики Guión Rojo учинили по всей стране жестокую расправу над побеждёнными.
Guión Rojo сыграл важную роль в политической консолидации будущего стронизма. В этом крыле Колорадо сгруппировались крайние антикоммунисты, носители профашистских взглядов, сторонники ультраправого политического проекта, выразителем которого вскоре выступил Альфредо Стресснер. Показательно, что активистом Guión Rojo был Эдгар Инсфран, поэтизировавший методы боевиков как «варварскую борьбу за народную правду». Состоял в Guión Rojo и Хуан Мануэль Фрутос-младший, будущий идеолог стронистского режима.
В феврале 1948 Хуан Наталисио Гонсалес был избран президентом Парагвая. Политические расклады изменились: Ихинио Мориниго пытался воспрепятствовать его вступлению в должность. Весной-летом 1948 года Guión Rojo организовали вооружённые выступления, результатом которых стало свержение Мориниго и утверждение у власти Гонсалеса. «Гионисты» участвовали и в подавлении попытки переворота в октябре 1948 года. Однако в январе 1949 Гонсалес был отстранён от власти и эмигрировал из Парагвая.
Уход Гонсалеса из политики снизил активность Guión Rojo. Однако структура продолжала существовать, консолидируя крайне правые силы Колорадо. В 1954 эта группа, особое место в которой занимал Инсфран, решительно поддержала переворот, приведший к власти Альфредо Стресснера.

## Прекращение и традиция
Guión Rojo прочно ассоциировались с Хуаном Наталисио Гонсалесом, которого Стресснер считал опасным конкурентом. Несмотря на отказ Гонсалеса от оппозиционной деятельности, новый глава государства относился к нему с подозрением. Поэтому власти не поощряли организационной активности Guión Rojo. После кончины Гонсалеса в 1966 организация прекратила существование. Однако функции Guión Rojo продолжали исполнять Py Nandi и другие штурмовые бригады стронистов — Macheteros de Santani Пастора Коронеля, Garroteros Рамона Акино, Grupos de Acción Anticomunista Эухенио Хаке.
Термин «Guión Rojo» является собирательным наименованием ультраправого крыла Колорадо.
Одна из конституированных групп современной партии Колорадо носит название Movimiento Guión Rojo. Её лидеры Мигель Анхель Ситхар и Нья Дело позиционируются как носители традиции «настоящей Колорадо».